# Кутима
Кутима — село в   Казачинско-Ленском районе Иркутской области России. Входит в состав Мартыновского муниципального образования. Находится примерно в 110 км к северо-востоку от районного центра.

## Население
По данным Всероссийской переписи, в 2010 году в селе проживал 21 человек (13 мужчин и 8 женщин).

## Церковь святых Кирика и Иулитты
Деревня упоминается в документах (с 1665), как принадлежащая Киренскому Троицкому монастырю. Церковь построили (1908) вместо старого молитвенного дома. В конце XIX века в этот молитвенный дом передали старый иконостас из Троицкого собора Киренского Троицкого монастыря, в котором по преданию, иконы были написаны (1783-1798) бывшим настоятелем монастыря Вонифатием Березиным. Иконостас этот поставили во вновь устроенный храм, приписанный к приходу Ильинской церкви села Нижнемартынова. Расположена церковь в центре деревни на берегу Лены и несмотря на утрату верхних частей, сохраняет доминирующее значение в застройке поселения. Сейчас представляет собой кубический деревянный одноэтажный объём храма под четырёхскатной кровлей с примыкающими к нему более низкими апсидой и трапезной. Фасадный декор скуп: наличники с луковым сандриком и скромным акротерием, фриз с крупными пропильными элементами.
Закрыли церковь постановлением ВСКИК (от 14 декабря 1933) и перестроили под клуб.